# Tour Rogier
La Torre Rogier  (en francés Tour Rogier; en neerlandés: Rogiertoren) es un rascacielos ubicado en el Distrito financiero del Quartier Nord de Saint-Josse-ten-Noode, Bruselas (Bélgica). Debe su nombre a la plaza Charles Rogier en la que se encuentra. Anteriormente se conocía como la Tour Dexia después del banco Dexia, pero ese banco fue víctima de la Crisis financiera de 2008 y el nombre de la torre se cambió el 1 de marzo de 2012. Cuando Dexia trasladó sus oficinas en Bruselas a la Torre Bastión en Ixelles, el banco Belfius y sus filiales son los únicos ocupantes de esta torre, a menudo también llamada Tour Belfius. Es el cuarto edificio más alto de Bruselas y de Bélgica.

## Descripción
Está construido en el sitio del Centro Internacional Rogier, también llamado Torre Martini y diseñado por los arquitectos Jacques Cuisinier y Serge Lebrun. Anteriormente fue el edificio más alto de Bélgica, pero fue demolido en 2001.
Construida entre 2002 y 2006, la Tour Rogier tiene 137 metros de altura. Originalmente se planeó que tuviera 179 metros de altura, pero la propuesta fue rechazada porque se pensó que la altura era excesiva. La Tour Rogier es también una de las pocas torres en Bruselas cuyo techo no es horizontal, sino que está formada por tres secciones inclinadas. También es una de las pocas torres del mundo que tiene un techo completamente de vidrio.
El edificio cuenta con 6.000 ventanas, de las cuales 4.200 están equipadas con un promedio de 12 bombillas, cada una con LED rojo, verde y azul, lo que permite formar una amplia paleta de colores. Estos se iluminan para formar pantallas coloridas, y cada ventana actúa como un píxel. Para minimizar el consumo de energía, los LED solo iluminan el exterior de las persianas cerradas y el reflejo de las persianas ilumina la ventana.
Inicialmente, las pantallas eran solo patrones abstractos o la temperatura, pero en ocasiones especiales y días festivos importantes, se mostraban pantallas personalizadas. Después de la Gran Recesión de la década de 2000, la iluminación se redujo considerablemente y las pantallas estaban encendidas solo 10 minutos por hora. A partir de 2015, Belfius reactivó la iluminación, especialmente para ocasiones especiales como el Orgullo de Bélgica, los Juegos Olímpicos Especiales, los Juegos Olímpicos, Rode Neuzen Dag (Día de la Nariz Roja), Viva for Life o el Día Nacional de Bélgica el 21 de julio. Belfius participó en varias de estas ocasiones como patrocinador o coorganizador. 

## Galería

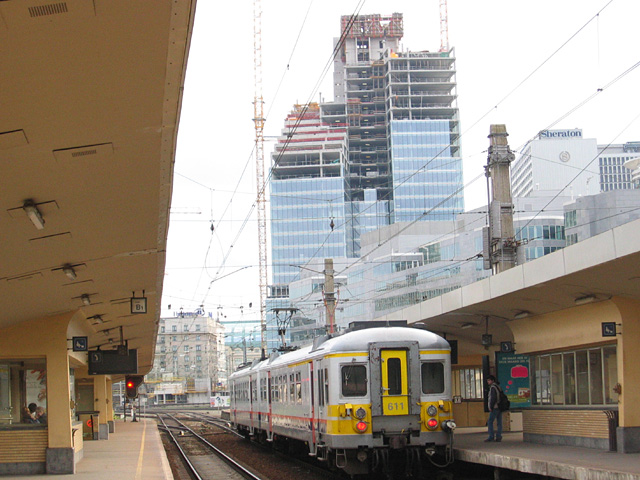
La Tour Rogier durant su construcción desde la Gare de Bruxelles-Nord.
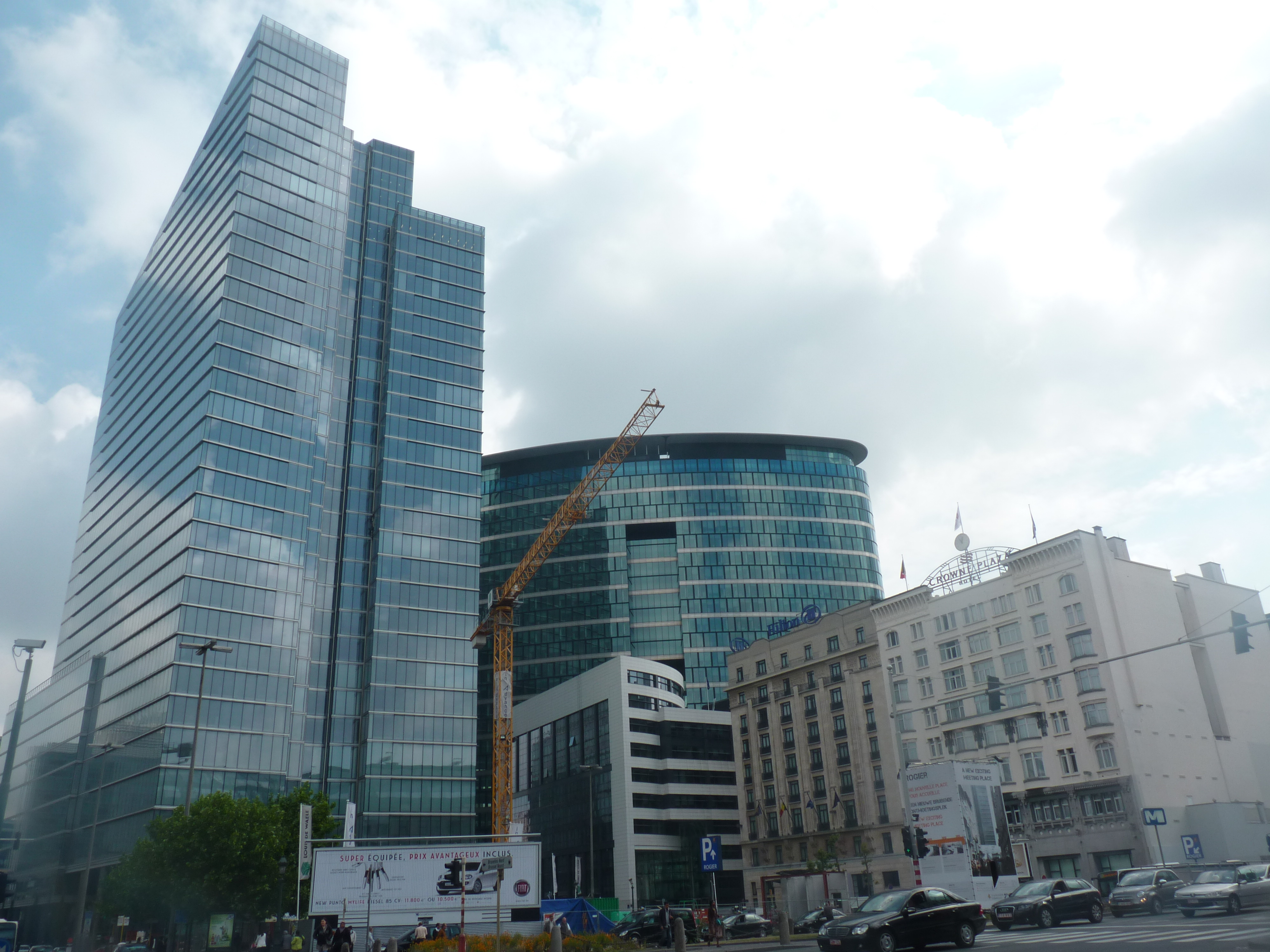
La Tour Rogier y otros edificios del Quartier Nord.
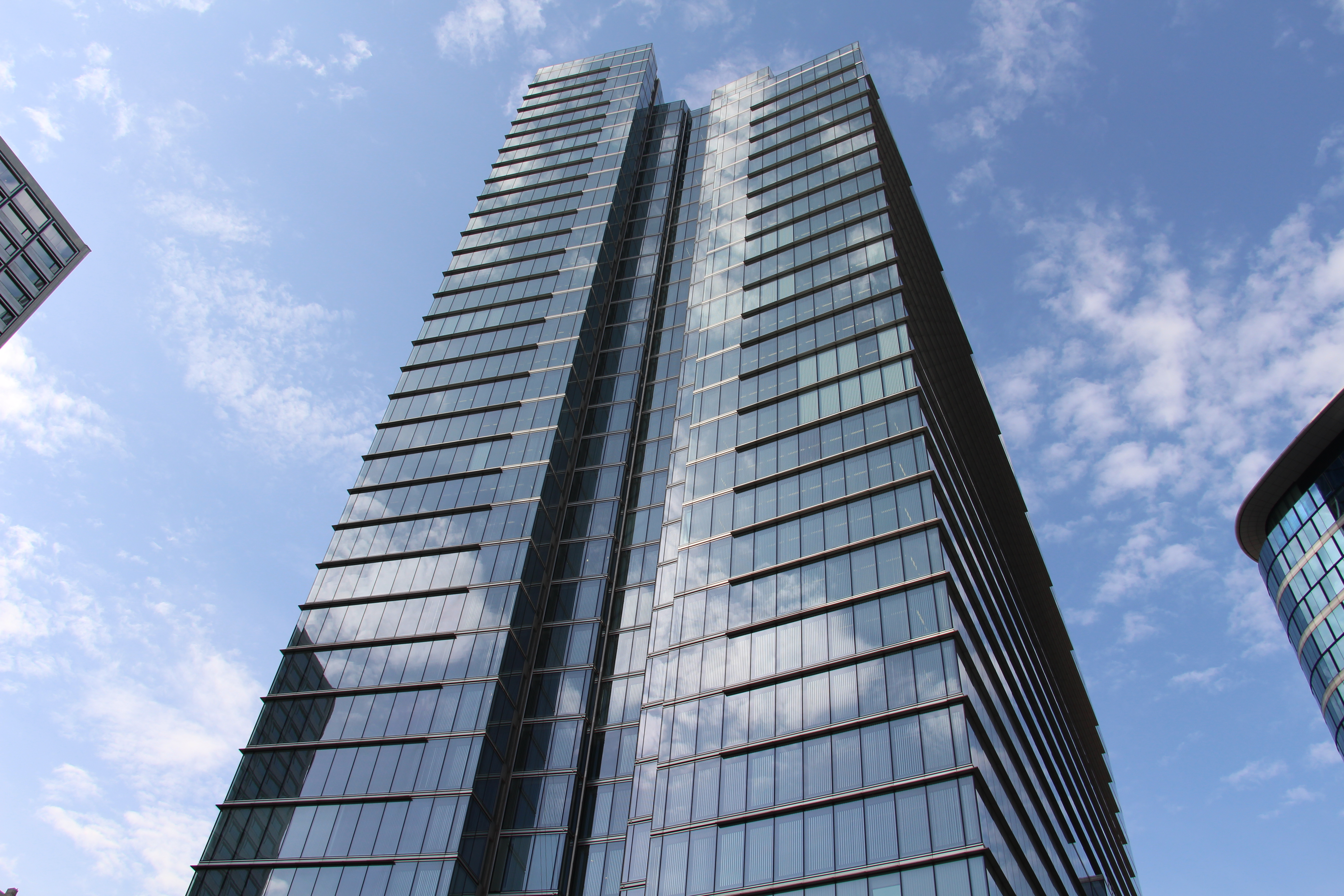
La Tour Rogier vista en contrapicado.
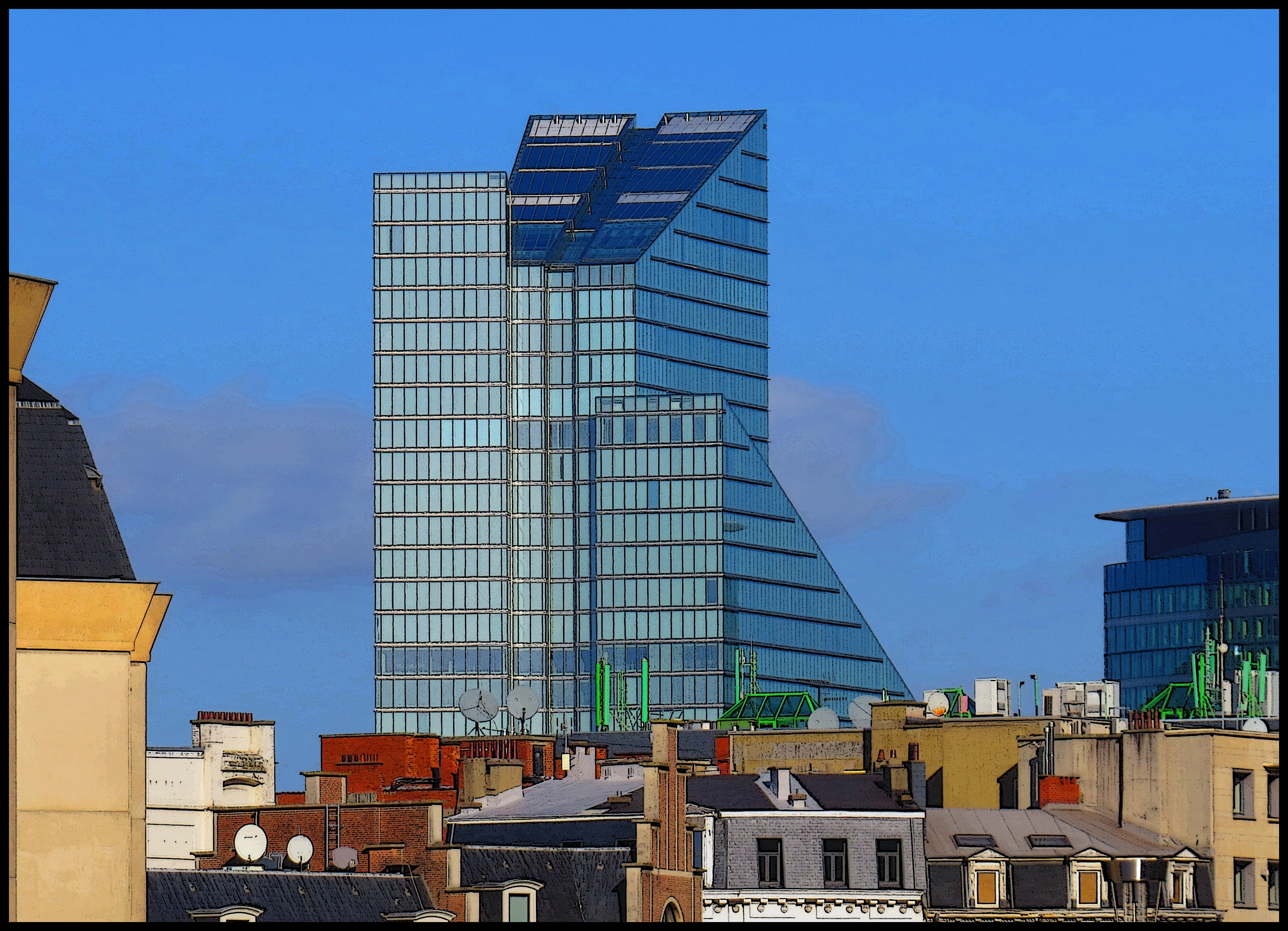
Parte superios de la Tour Rogier.